# Sittin' Sidewayz
Sittin' Sidewayz è il singolo di debutto del rapper statunitense Paul Wall, estratto dall'album "The Peoples Champ". È stato prodotto da Salih Williams e vi ha partecipato Big Pokey, anch'esso rapper di Houston.

## Informazioni
La canzone ha raggiunto la posizione n.93 nella chart Billboard Hot 100. Nelle charts Hot R&B/Hip-Hop Songs e Hot Rap Tracks ha raggiunto rispettivamente le posizioni n.34 e 24.
Sittin' Sidewayz fa parte della colonna sonora di tre videogiochi: "Def Jam: Icon" (per Xbox 360), "SSX on Tour" (per PS2) e "Midnight Club 3 - DUB Edition" (per Xbox). È inoltre presente nel film Cocco di nonna.
Il videoclip include i cameo di Bun B, Three 6 Mafia, Big Hawk, Jim Jones, Archie Lee e Cootabang. L'ambientazione è quella tipica di tutti i video del genere Dirtry South hip hop.

## Posizioni in classifica
| Chart (2005)                          | Posizione massima |
| ------------------------------------- | ----------------- |
| Billboard Hot 100 (USA)               | 93                |
| Billboard Hot R&B/Hip-Hop Songs (USA) | 34                |
| Billboard Hot Rap Tracks (USA)        | 24                |